# Премія НСКУ 2015
2-га церемонія вручення Премії Національної спілки кінематографістів України найкращим українським фільмам 2014 року відбулася 28 травня 2015 року в Будинку кіно в Києві, Україна.
Премію було вручено у 5-ти номінаціях. Лауреатів було нагороджено пам'ятними призами та дипломами. Фільм «Плем'я» режисера Мирослава Слабошпицького став переможцем у номінаціях Найкращий фільм 2013 року та Найкращий ігровий фільм.

## Список лауреатів та номінантів

### Найкращий фільм 2014 року
- «Плем'я» / реж. Мирослав Слабошпицький

### Найкращий ігровий фільм
- «Плем'я» / реж. Мирослав Слабошпицький

### Найкращий неігровий фільм
- «Сильніше, ніж зброя» / Творче об'єднання «Вавилон'13».

### Найкращий анімаційний фільм
- «Халабудка» / реж. Манук Депоян

### Найкращий фільм-дебют
- «Чорний зошит Майдану» / Альманах студентів другого режисерського курсу КНУТКіТ імені І. К. Карпенка-Карого, художній керівник Юрій Терещенко